# Epilampra bromeliacea
Epilampra bromeliacea är en kackerlacksart som beskrevs av Karlis Princis 1965. Epilampra bromeliacea ingår i släktet Epilampra och familjen jättekackerlackor.
Artens utbredningsområde är Guyana. Inga underarter finns listade i Catalogue of Life.